# Lijst van burgemeesters van Waregem
Dit is een lijst van burgemeesters van Waregem, een stad in de Belgische provincie West-Vlaanderen:
- 1796-1800 : Joseph de Sloovere (voorheen baljuw)
- 1800-1804 : Gillis Merlier
- 1804-1819 : Godefroid Boulez
- 1819-1830 : Ferdinand Storme
- 1831-1848 : Joannes-Franciscus Huys
- 1849-1904 : Jules Storme
- 1905-1921 : Jean Bouckaert
- 1922-1936 : Félix Verhaeghe
- 1937-1943 : Joseph Verhelst
- 1943-1944 : Jozef Van Heuverbeke
- 1946-1957 : August Cras
- 1958-1970 : Julien Verhelst
- 1971-1988 : Marcel Coucke
- 1989-1991 : Jozef Vanryckeghem
- 1992-2000 : Guido Carron
- 2001-2006 : Yolande Dhondt
- 2007-2024: Kurt Vanryckeghem
- 2024-heden: Kristof Chanterie

Brussels Hoofdstedelijk Gewest:
Anderlecht · 
Brussel

Vlaanderen:
Aalst · 
Aarschot · 
Antwerpen · 
 Asse · 
Beernem · 
Bertem · 
Blankenberge · 
Brugge · 
Damme · 
De Haan · 
De Panne · 
Deerlijk · 
Deinze · 
Eeklo · 
Evergem · 
Galmaarden · 
Geraardsbergen · 
Gent · 
Halle · 
Hasselt · 
Herent · 
Herk-de-Stad · 
Herzele · 
Heusden-Zolder · 
Houthalen-Helchteren · 
Ichtegem · 
Kaprijke · 
Knokke-Heist · 
Kortemark · 
Kortenberg · 
Kortrijk · 
Leuven · 
Lichtervelde · 
Lievegem · 
Lokeren · 
Maldegem · 
Mechelen · 
Moerbeke-Waas · 
Ninove · 
Oostende · 
Oostkamp · 
Poperinge · 
Roeselare · 
Ronse · 
Sint-Lievens-Houtem · 
Sint-Niklaas · 
Sint-Truiden · 
Temse · 
Tielt · 
Tienen · 
Tongeren · 
Torhout · 
Veurne · 
Waregem · 
Wellen · 
Wetteren · 
Wichelen · 
Zaventem · 
Zedelgem · 
Zele · 
Zonhoven · 
Zottegem

Wallonië: 
Charleroi · 
's-Gravenbrakel · 
Morlanwelz · 
Ophain-Bois-Seigneur-Isaac · 
Waver